# Donald
Donald – imię pochodzenia celtyckiego (Dumno + valos; „świat” + „potężny”, „możny”). Staroirlandzkie Domnall i gaelicko-szkockie Domhnall oznacza „silny tego świata” lub „władca świata”.
Wedle danych PESEL według stanu na 19 stycznia 2024 roku imię to nosi w Polsce 209 mężczyzn.
Donald imieniny obchodzi 15 lipca.

## Znane osoby noszące imię Donald
- Donald Bradman – australijski krykiecista
- Donald Crisp – amerykański aktor
- Donald Knuth – amerykański matematyk i informatyk
- Donald I – król Alby (Szkocji)
- Donald Rumsfeld – amerykański polityk
- Donald „Don” Siegel – amerykański reżyser i producent filmowy
- Donald Sutherland – kanadyjski aktor filmowy
- Donald Tsang – chiński działacz państwowy
- Donald Trump – amerykański przedsiębiorca, prezydent Stanów Zjednoczonych w latach 2017–2021 oraz od 2025
- Donald Tusk – polski polityk, premier w latach 2007–2014 oraz od 2023, przewodniczący Rady Europejskiej w latach 2014–2019
- Donald O’Connor – amerykański tancerz i aktor
- Donald A. Wollheim – amerykański pisarz